# Andrew Innes
Andrew Innes, né le 16 mai 1962 à Glasgow, est un guitariste écossais connu pour être le guitariste rythmique de Primal Scream.

## Biographie
Il commence sa carrière en 1978, au lycée, comme guitariste d'un groupe punk de Glasgow nommé The Drains. Il rencontre Alan McGee et Bobby Gillespie lorsqu'ils rejoignent le groupe, puis, après la disparition du groupe, Innes et McGee s'installent à Londres où ils fondent Laughing Apple, un groupe qui enregistre trois singles en 1981 et 1982, dont deux sont sortis sur Autonomy et le troisième produit par leur propre label Essential record.
Alan McGee crée ensuite Creation Records et le groupe Biff Bang Pow! et Innes forme quant-à lui, en 1983, The Revolving Paint Dream (en) avec sa petite amie de l'époque, Christine Wanless. Ils sortent deux singles et deux albums entre 1984 et 1989 sur Creation Records.
En 1987, Innes rejoint Bobby Gillespie comme second guitariste de Primal Scream et apparait pour la première fois sur Sonic Flower Groove. Depuis il contribue à la composition et à la production de chaque album.